# Charles Whymper
Charles Whymper (* 31. August 1853 in London; † 25. April 1941 in Houghton, Huntingdonshire), manchmal auch als Charles H. Whymper zitiert, war ein britischer Tier-, Landschafts- und Porträtmaler, Buchillustrator sowie Holzstecher.

## Leben
Whymper war der jüngste Sohn von Josiah Wood Whymper und Emily Hepburn Whymper, die beide Künstler waren. Nach seinem Studium an den Royal Academy Schools in London, bereiste er Ägypten und war anschließend für drei Jahre Schüler von Joseph Wolf in London, wo er sich auf Buchillustration spezialisierte. Die folgenden 25 Jahre bebilderte er Reisebücher, Sportbücher und naturgeschichtliche Werke.
Whymper malte in Öl und Wasserfarben und stellte ab 1882 in der Royal Academy of Arts aus. 1923 veranstaltete er eine Soloausstellung seiner Aquarellstudien aus Ägypten in den Walker Galleries in London. Bilder von ihm befinden sich Worcester Museum of Art in Worcester, im Natural History Museum at Tring, im Glenbow Museum in Calgary, Kanada und in der Helmington Hall in Ipswich, Suffolk. 1909 wurde er Mitglied des Royal Institute of Painters in Water Colours.
Whymper schuf Illustrationen zu mehreren Werken von Charles Dixon, darunter Our rarer Birds (1888),
Stray Feathers from many Birds (1890), British Sea Birds (1896), Lost and Vanishing Birds (1898), Among the Birds in Northern Shires (1900) und Game Birds and Wildfowl (1900). Ferner illustrierte er Werke von Richard Jefferies (The Gamekeeper at Home: Sketches of Natural History and Rural Life, 1880), von Ralph Payne-Gallwey (The Fowler in Ireland or Notes on the Haunts and Habits of Wildfowl and Seafowl Including Instructions in the Art of Shooting and Capturing Them, 1882), von Edward Lennox-Peel (A Highland Gathering, 1885), von Miller Christy (The Birds of Essex: A Contribution to the Natural History of the County, 1890), von Phil Robinson (Birds of the Wave and Moorland, 1894) und von Henry Robert Knipe (Nebula to Man, 1905), zu dem er fünf Bilder prähistorischer Tiere beisteuerte.
1909 erschien Whympers eigenes Buchwerk Egyptian Birds, für das er 51 dreifarbige Farbtafeln und elf Strichzeichnungen im Text gestaltete. Eine signierte Luxus-Sonderausgabe erschien auf Büttenpapier in einer Auflage von 100 Exemplaren. Er stellte die Vögel in charakteristischen Posen dar und verstand es, sie in einer ägyptischen Umgebung zu zeigen, wie sie ein Tourist vorfinden würde: in der Wüste, mit den Pyramiden im Hintergrund und in anderen kleinen stimmungsvollen Szenen. Sein Text befasst sich mit den Lebens- und Nahrungsgewohnheiten der Vögel im Land.
Whymper fertigte auch herausragende Holzstiche an, darunter einige, die in zwei Komplementärbänden von Henry Seebohm nach dessen Rückkehr von einer Expedition in Sibirien veröffentlicht wurden. Die Schriften Siberia in Europe und Siberia in Asia wurden im Jahr 1900 als Einzeltitel neu aufgelegt wurden.

## Galerie
Galerie von Werken Charles Whympers:

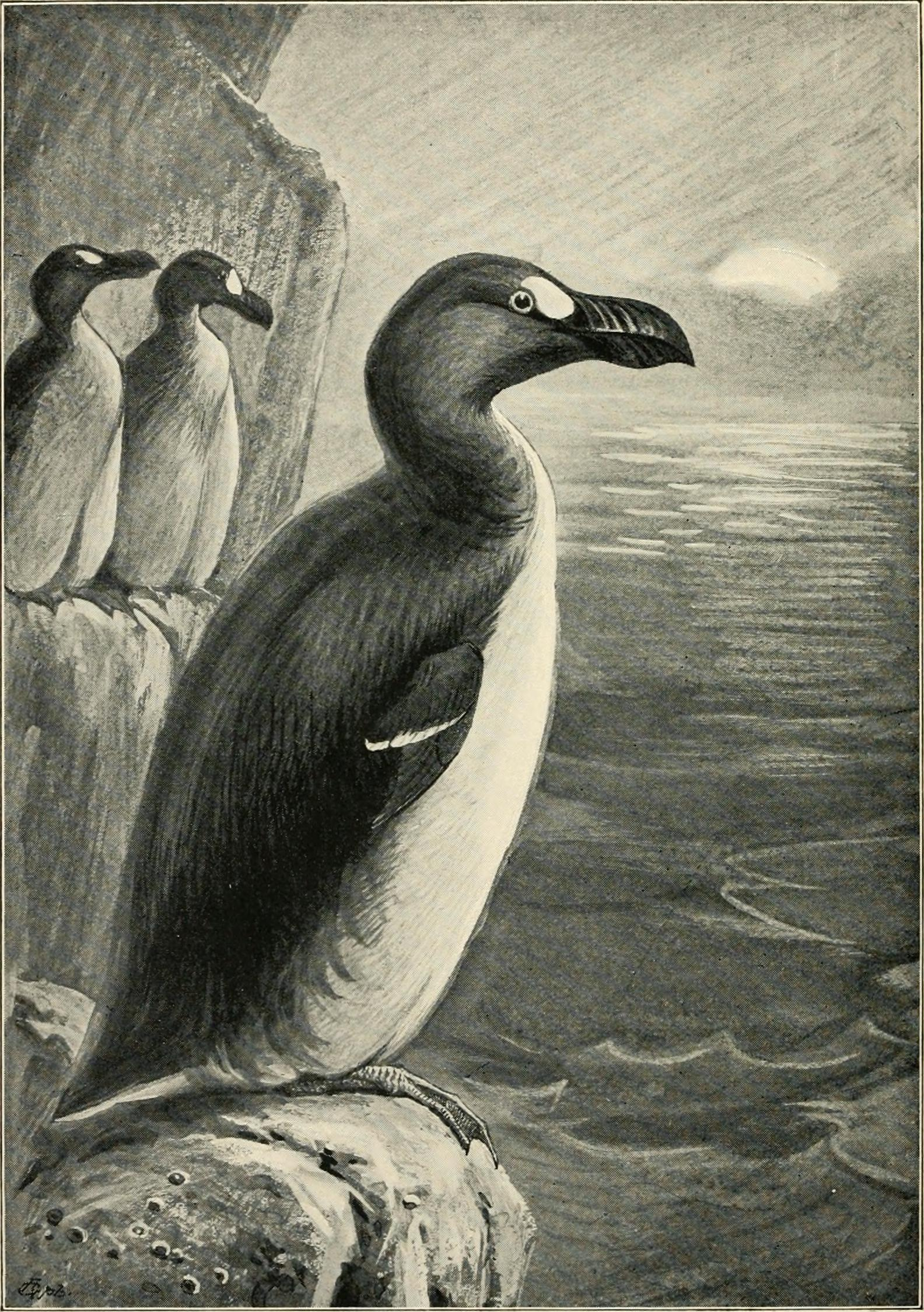
Riesenalk aus Lost and Vanishing Birds  (1898)
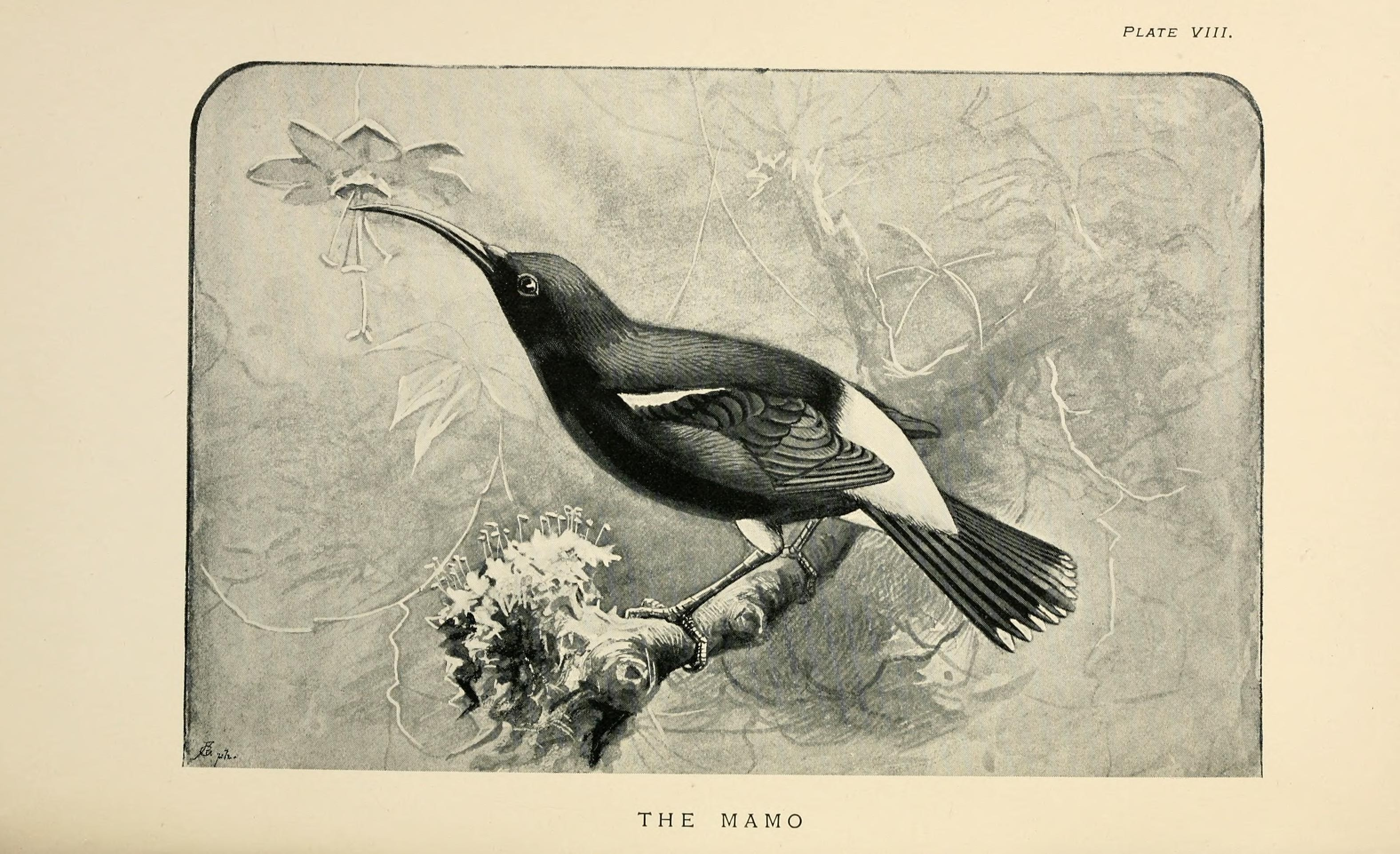
Rußmamo aus Lost and Vanishing Birds (1898)
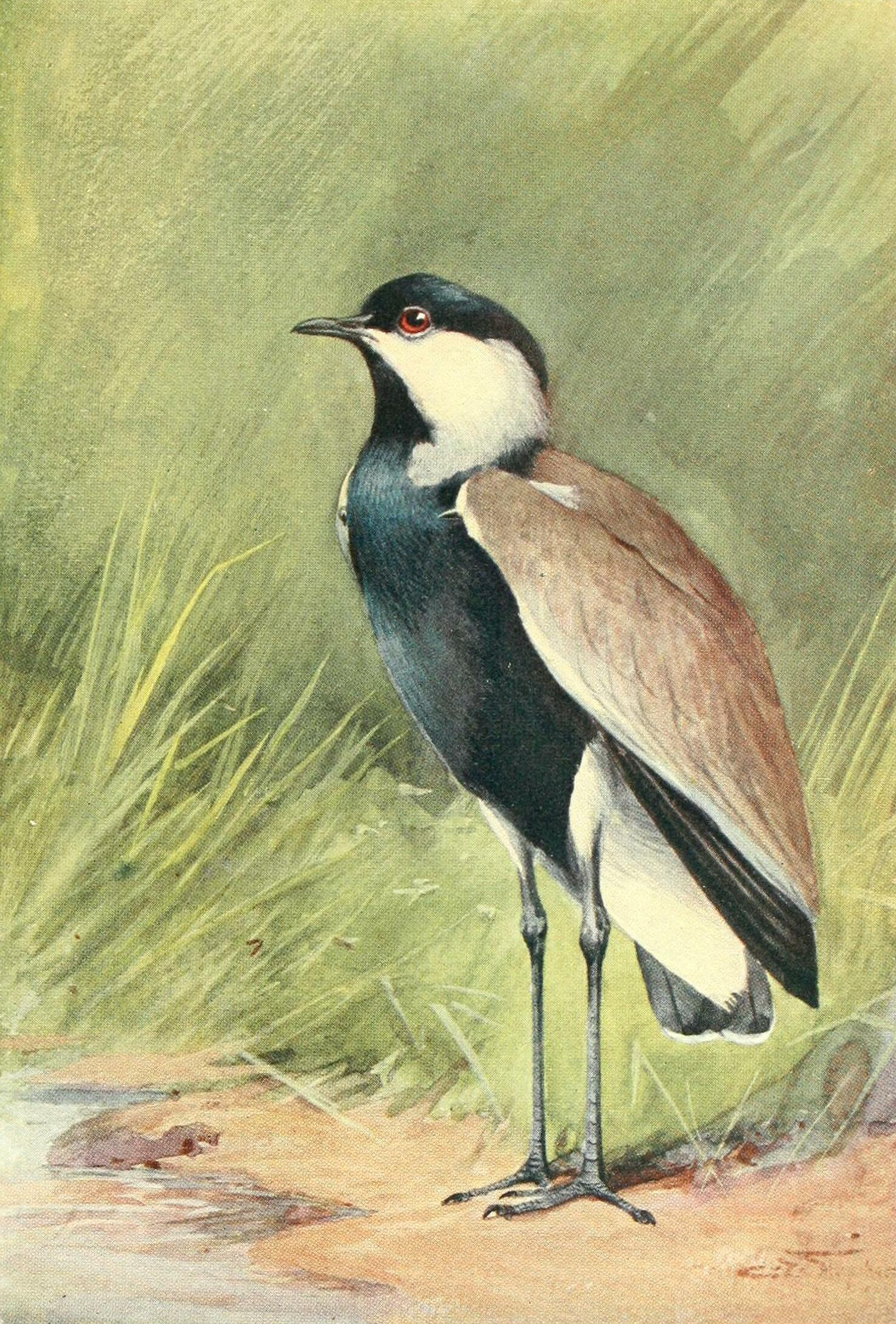
Spornkiebitz aus Egyptian Birds (1909)
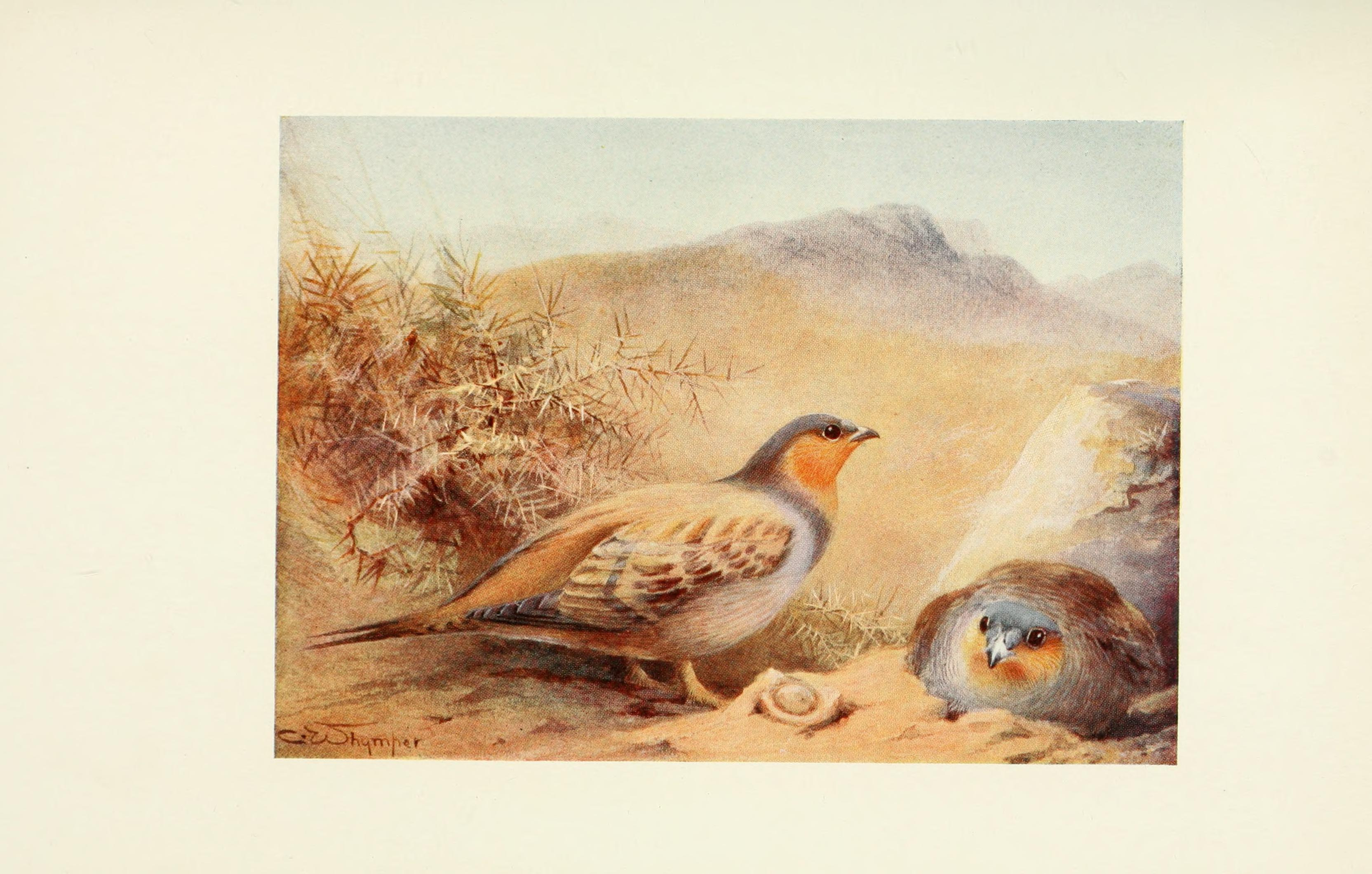
Senegal-Flughuhn aus Egyptian Birds (1909)
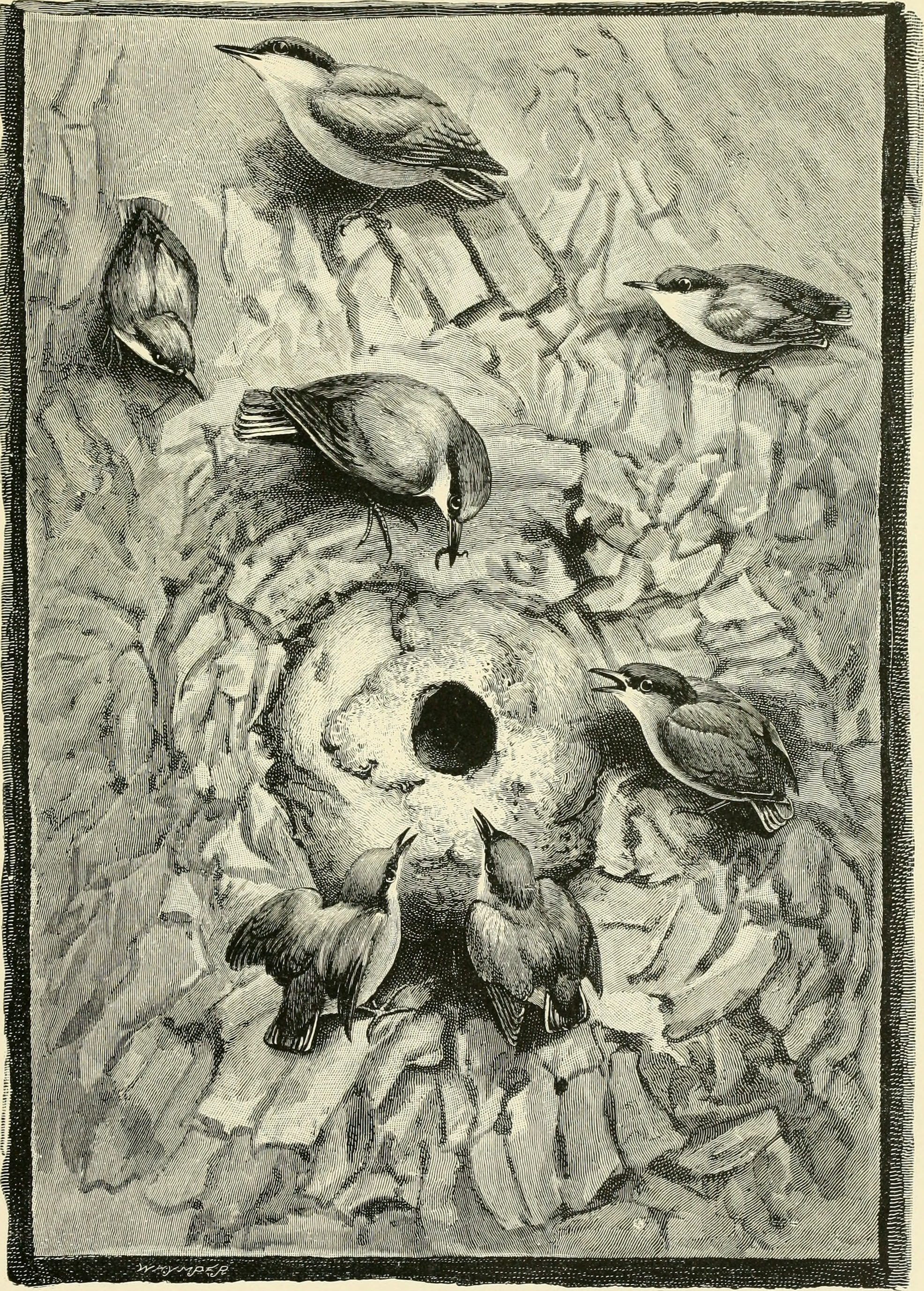
Kleiber aus Birds of the Wave and Woodland (1894)
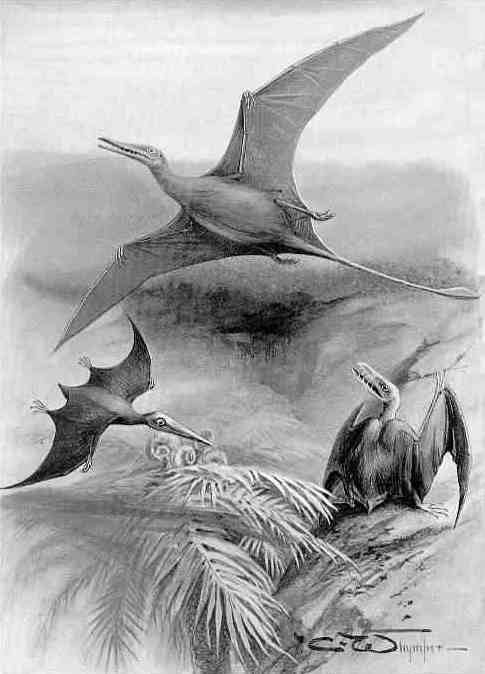
Rhamphorhynchus aus Nebula to Man (1905)